# سدماوات
السدماوات (الاسم العلمي: Sedoideae) هي أسرة من النباتات تتبع فصيلة المخلدية من الرتبة كاسرات الحجر.

## قبائل
- السدماوية
- الإشفيرياوية (الاسم العلمي:إشفيرياوية)